# John Peter Richardson III
John Peter Richardson III, född 25 september 1831 i Clarendon District (nuverande Clarendon County) i South Carolina, död 6 juli 1899 i Richland County i South Carolina, var en amerikansk demokratisk politiker. Han var South Carolinas guvernör 1886–1890. Han var son till John Peter Richardson II som var South Carolinas guvernör 1840–1842.
Richardson utexaminerades 1849 från South Carolina College (numera University of South Carolina). I amerikanska inbördeskriget tjänstgjorde han i sydstatsarmén.
Richardson var ledamot av South Carolinas senat 1865–1867 och South Carolinas finansminister 1878–1886.
Richardson efterträdde 1886 John Calhoun Sheppard som South Carolinas guvernör och efterträddes 1890 av Benjamin Tillman.
Richardson avled 1899 och gravsattes i Camden i South Carolina.